# Еудженіо Фашетті
Еудженіо Фашетті (італ. Eugenio Fascetti, нар. 23 жовтня 1938, В'яреджо) — італійський футболіст, що грав на позиції півзахисника. По завершенні ігрової кар'єри — футбольний тренер, який досяг найбільших успіхів у другому за силою італійському дивізіоні, Серії B, виборовши підвищення в класі з командами п'яти різних друголігових клубів.

## Ігрова кар'єра
У дорослому футболі дебютував 1956 року виступами за команду клубу «Болонья», в якій провів чотири сезони, взявши участь у 35 матчах чемпіонату.
1960 року перейшов до «Ювентуса», де, втім, заграти не зміг — протягом сезону, в якому туринці стали чемпіонами Італії, провів у їх складі лише по дві гри в чемпіонаті і кубку.
Згодом з 1961 по 1969 рік грав у складі команд клубів «Мессіна», «Лаціо», «Савона» та «Лекко».
Завершив професійну ігрову кар'єру у клубі «В'яреджо», за команду якого виступав протягом 1969—1970 років.

## Кар'єра тренера
Розпочав тренерську кар'єру невдовзі по завершенні кар'єри гравця, 1973 року, очоливши тренерський команди «Фульгоркаві Латіна».
1979 року став головним тренером «Варезе», з яким відразу ж виграв Серію C. За два роки, в сезоні 1981/82 Серії B, «Варезе» зупинився у кроці від виходу до елітного дивізіону, зайнявши 4-те місце в Серії B. Після цього сезону Фашетті залишив «Варезе», а за рік очолив іншу команду Серії B, «Лечче». З «Лечче» сезон 1983/84 завершив на тому ж 4 місці, а вже в сезоні 1983/84 вивів цю команду уперше в її історії до Серії A. Проте перебування в елітному дивізіоні для команди Фашетті виявилося нетривалим, новачки здобули лише 5 перемог в 30 матчах, зайнявши останній рядок турнірної таблиці, після чого Фашетті залишив команду.
Новим клубом тренера у 1986 році став римський «Лаціо», який на той час грав у Серії B. Тренеру вистачило двох сезонів, аби вивести римлян до Серії A, в якій вони, втім, виступали вже з новим наставником, Джузеппе Матерацці. Фашетті ж сезон 1988/89 провів в «Авелліно», після чого очолив команду «Торіно», з якою вибиров титул чемпіонів Серії B у 1990. Проте і з цією командою взяти участь в матчах елітного дивізіону Фашетті не судилося — керівництво туринського клубу запросило керувати командою в Серії A іншого спеціаліста, Емільяно Мондоніко.
Фашетті ж очолив «Верону», команду, перед якою стояло добре відоме йому завдання виходу до Серії A, яке він й виконав у першому ж сезоні у Вероні. Тож сезон 1991/92 «Верона» під орудою Фашетті грала в Серії A, де відчайдушно боролася за збереження прописки. Втім боротьба веронців успіхом не увінчалася — 16 місце з 18 учасників ліги, пониження у класі і зміна тренерського штабу.
Протягом 1993—1995 років Фашетті працював у Серії B з «Луккезе-Лібертас», після чого очолив «Барі», який став п'ятим і останні клубом, команду якого спеціаліст виводив до Серії A. Тренер прийняв 1995 року «Барі» в статусі аутсайдера Серії A і не зміг завадити команді залишити елітний дивізіон. Втім вже наступного сезону команда повернулася до Серії A, де й провела наступні чотири сезони під керівництвом Фашетті. Сезон 2000/01 команда, яка до того була серед середняків найвищого італійського дивізіону, відверто «провалила», набравши лише 20 очок в 34 іграх і зайнявши останнє місце турнірної таблиці, і тренер залишив клуб, в якому провів рекордні для себе шість сезонів.
Згодом деякий час працював з «Віченцою» (у 2001) та «Фіорентіною» у (2002).
Останнім місцем тренерської роботи був клуб «Комо», команду якого Еудженіо Фашетті очолював як головний тренер протягом 2002—2004 років. Ці два сезони стали одними з найгірших в історії клубу — за два роки відбулося пониження в класі з елітної Серії A до третього за силою дивізіону Серія C1.

## Титули і досягнення

### Як гравця
- Чемпіон Італії (1):

«Ювентус»: 1960–61

### Як тренера
- Переможець Серії C (1):

«Варезе»: 1979–80
- Переможець Серії B (1):

«Торіно»: 1989–90